# Hauptstraße 1–4, 15, 16

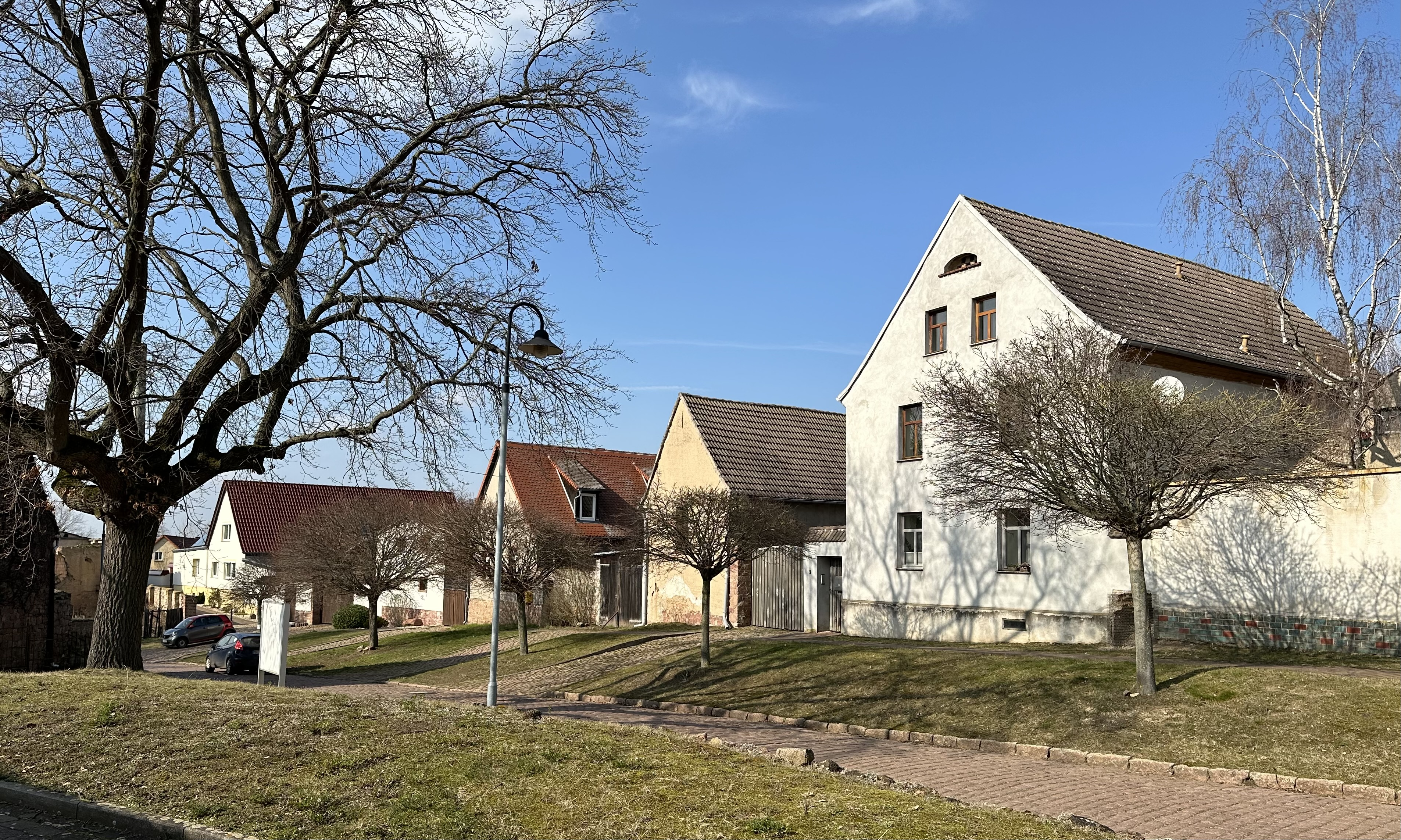
Blick von Südosten entlang der Nordseite der Hauptstraße von Dalena im Jahr 2024

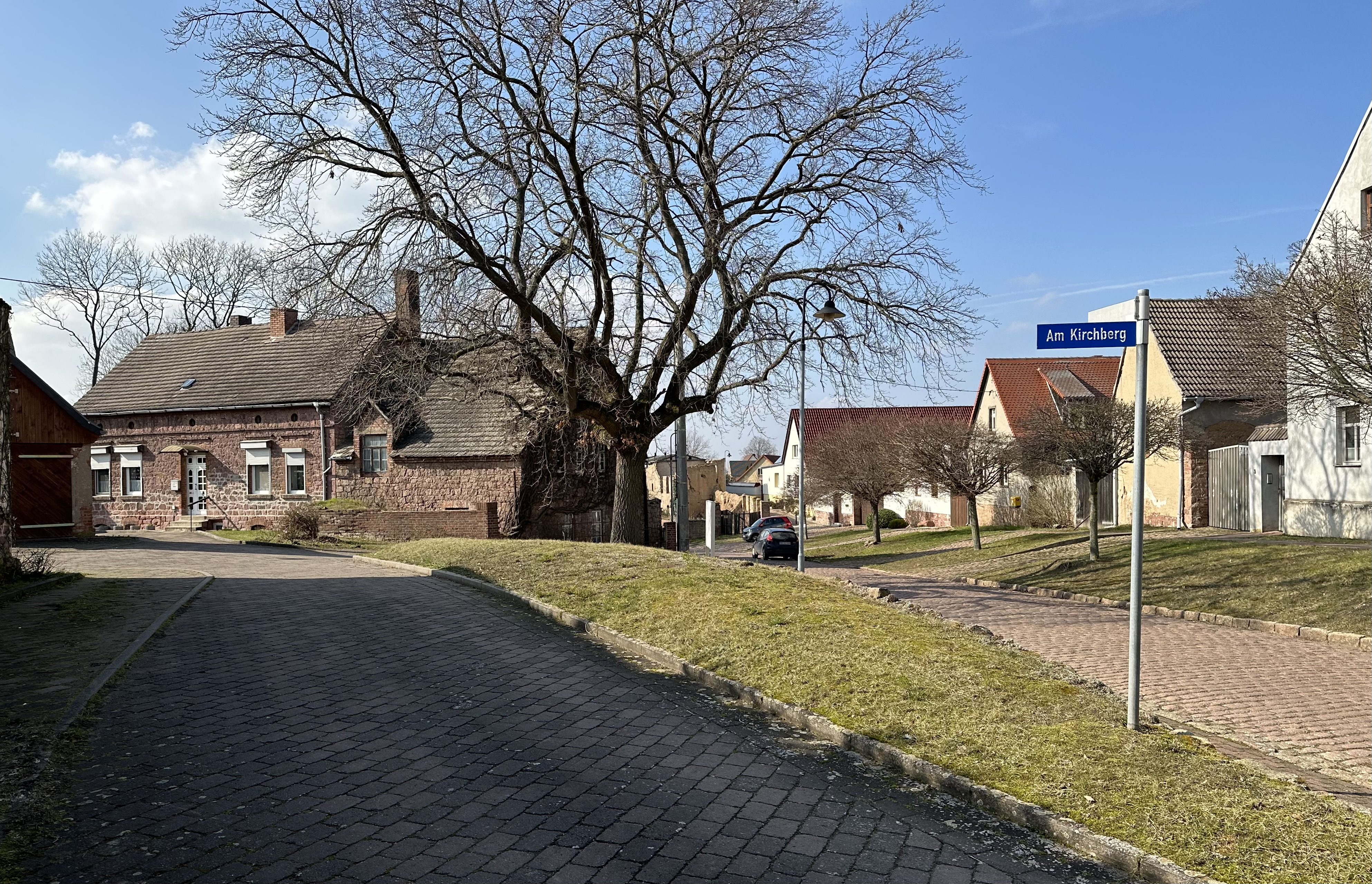
Einmündung der Straße Am Kirchberg

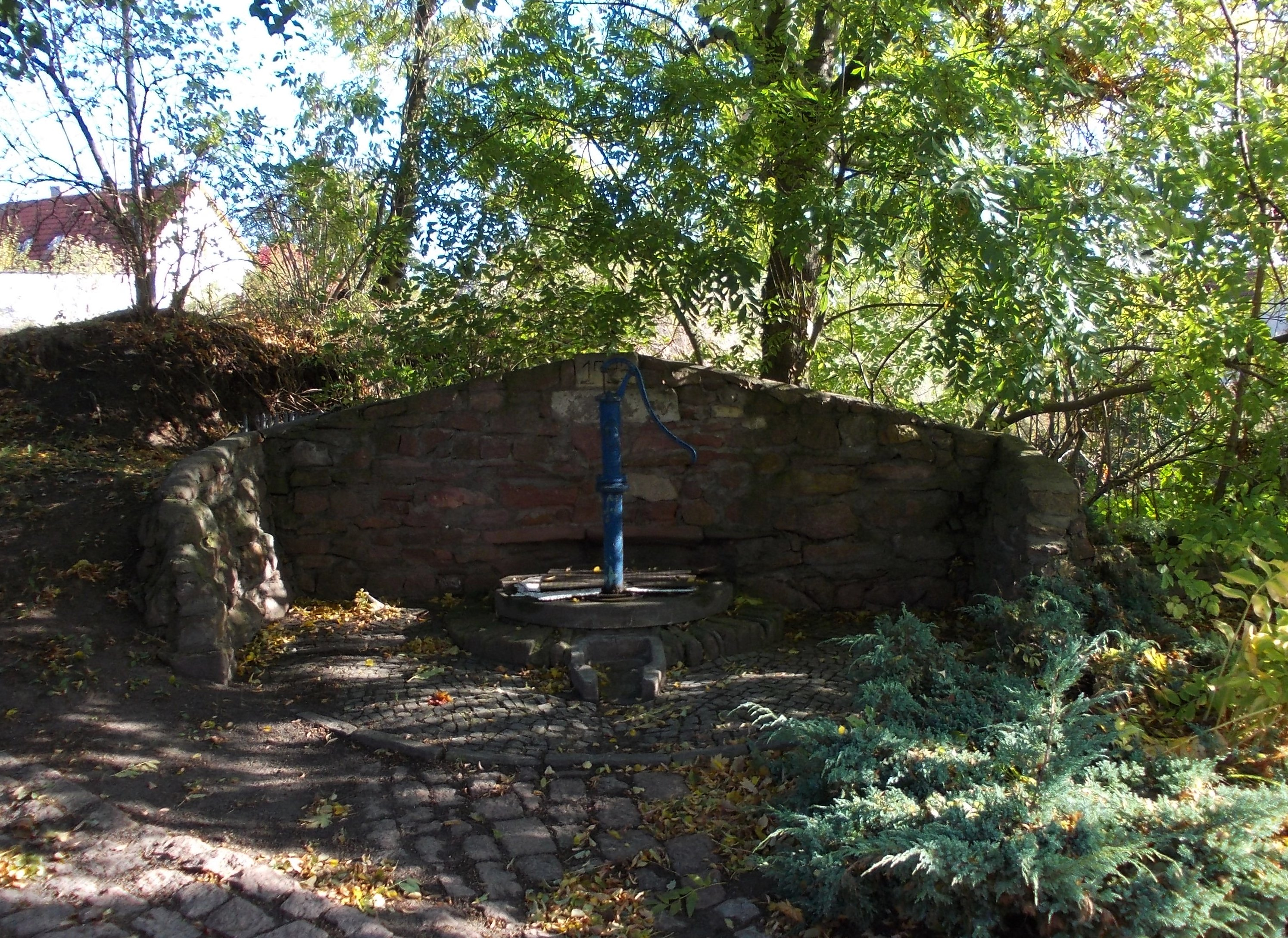
Pumpe am östlichen Ende des Denkmalbereichs, 2012

Hauptstraße 1–4, 15, 16 ist die Bezeichnung eines denkmalgeschützten Straßenzuges im zur Stadt Wettin-Löbejün in Sachsen-Anhalt gehörenden Dorf Dalena.

## Lage
Der Straßenzug befindet sich im Ortszentrum von Dalena, das er in Ost-West-Richtung durchquert.

## Architektur und Geschichte
Der Denkmalbereich ist mit ortstypischen Gebäuden aus der Zeit vom 18. bis 20. Jahrhunderts bebaut und weitgehend ungestört erhalten. Die straßenbegleitenden Bauten sind überwiegend zweigeschossig in massiver Bauweise ausgeführt. Bei den Häusern handelt es sich um eine Schmiede, eine Bäckerei, einen Gasthof sowie mehrere Gehöfte. Zum Denkmalbestand gehört auch eine Wasserpumpe sowie das Natursteinpflaster der Straße.
Im Denkmalverzeichnis des Landes Sachsen-Anhalt ist der Straßenzug unter der Erfassungsnummer 094 55100 als Denkmalbereich verzeichnet.